# سهره دم‌دراز
سهره دم‌دراز (نام علمی: Poephila acuticauda)، یک گونه رایج از سهرگان ریز است که در شمال استرالیا، از منطقه کیمبرلی تا خلیج کارپنتاریا یافت می‌شود. پرنده‌ای است عمدتاً حنایی‌رنگ با سر خاکستری کم‌رنگ و پیش‌بند و چشمان مشکی برجسته. این جانور در زیستگاه‌های ساوانای خشک در استرالیا زندگی می‌کند و به راحتی با پرورش پرندگان سازگار می‌شود.